# غوردون سلاتر (لاعب اتحاد الرغبي)
غوردون سلاتر (بالإنجليزية: Gordon Slater)‏ هو لاعب اتحاد الرغبي نيوزيلندي، ولد في 21 نوفمبر 1971 في نيو بلايموث في نيوزيلندا.